# Ebepius ochrascens
Ebepius ochrascens är en fjärilsart som beskrevs av Sheffield Airey Neave 1904. Ebepius ochrascens ingår i släktet Ebepius och familjen juvelvingar. Inga underarter finns listade i Catalogue of Life.